# Ніназу
Ніназу (шум. «Пані-знання» , або «пізнаю воду» ) — шумерське божество.

## Опис
Ніназу — хтонічне божество підземного царства, також був богом зцілення і омолодження, його символ — змія (, Нінгішзіда, мав своїм символом посох , обвитий двома зміями, який пізніше став символом лікарської справи). До того ж, в образі Ніназу проглядаються і військові риси — вважалося, що на пару зі своїм братом Нергалом він здатний карати ворогів Шумеру. За однією версією був сином Енкі й Ерешкігаль , за іншою — Енліля та Нінліль, брат Нінурти та Нерґала. Згідно з легендою, разом з Нінгірідою приніс на шумерську землю посівної ячмінь, боби і багато інших культур, до цього місцеві жителі займалися збиранням   .
З огляду на уривчастий характер багатьох легенд, які допускають їх вільне тлумачення, крім двох версій походження Ніназу існують різні легенди, що не укладаються в один або обидва варіанти. Наприклад, один з переказів згадує його як чоловіка Ерешкігаль . Ще одна легенда говорить про те, що Ніназу на прохання Ерешкігаль, представленої в легенді, як його мати, звільнив бранця по імені Даму з підземного царства, але зробив його своїм служителем .

## Історія поклоніння
Особливо шанувався в містах Ешнунна на півночі Шумеру і Енего Ninazu (god) (англ.). Ancient Mesopotamian Gods and Goddesses. Архів amgg / listofdeities / ninazu / оригіналу за 2013- 06-24. Процитовано 8 березня 2016. </ ref> на півдні  під час третьої династії Ура. Згідно законам Хаммурапі, підношення дарів цьому богові було обов'язковим . Жерці Ніназу носили ім'я «Ур-Ніназу» (буквальний переклад — «шанувальник Ніназу») . У місті Ур щорічно проводився свято на його честь, на якому приносилися жертви на честь померлих царів і жерців.